# Lentinus prancei
Lentinus prancei är en svampart som beskrevs av Singer 1981. Lentinus prancei ingår i släktet Lentinus och familjen Polyporaceae.   Inga underarter finns listade i Catalogue of Life.